# Torre Ejecutiva
La Torre Ejecutiva es la sede del Poder Ejecutivo de Uruguay, donde se encuentran las oficinas de la Presidencia de la República. Ubicada frente a la plaza Independencia, entre la Ciudad Vieja y el Centro de Montevideo, fue inaugurada en 2009. También alberga la Secretaría de Presidencia y la Oficina de Planeamiento y Presupuesto.

## Historia
Fue inaugurado en el 2009, luego de 46 años en los que su construcción estuvo paralizada. El proyecto inicial data de 1963, trataba de un edificio para el Poder Judicial, el cual sería llamado Palacio Judicial. Luego de la llegada de Tabaré Vázquez a la Presidencia de la República, el Poder Ejecutivo decidió adquirirlo al Poder Judicial, reiniciando la construcción en el año 2008.
El edificio cuenta con diecisiete pisos, los primeros nueve divididos en dos sectores:
- Torre Ejecutiva Norte, con vista hacia la Plaza Independencia, dónde funciona la Presidencia de la República, la Oficina de Planeamiento y Presupuesto y la Oficina Nacional de Servicio Civil.
- Torre Ejecutiva Sur, con vista hacia la rambla, donde se encuentran unidades dependientes de Presidencia, como la Unidad Nacional de Seguridad Vial y la Agencia de Gobierno Electrónico y Sociedad de la Información y del Conocimiento y organismos internacionales.

Los restantes pisos 10, 11 y 12 son ocupados exclusivamente por Presidencia y allí se ubica la oficina del Presidente de la República.
En 2017 se inauguró un edificio anexo para alojar las oficinas del Instituto Nacional de Estadísticas, un auditorio y otras oficinas accesorias. Durante las obras de este segundo edificio, un pozo del siglo XVIII fue hallado al excavar el terreno. El hallazgo obligó al gobierno a paralizar temporalmente las obras y contratar a un equipo de investigadores para determinar su impacto arqueológico.

## Galería

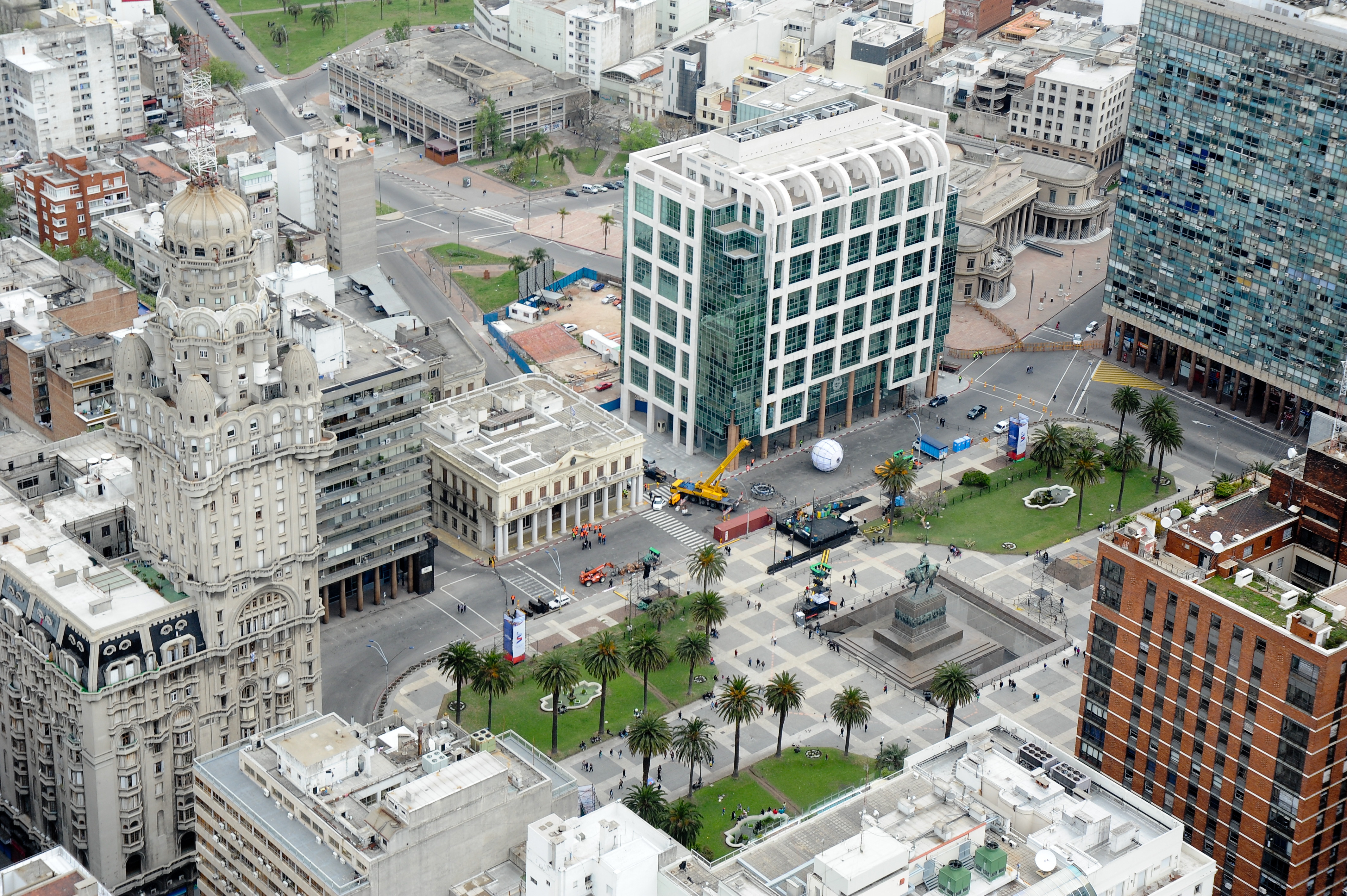
Vista aérea
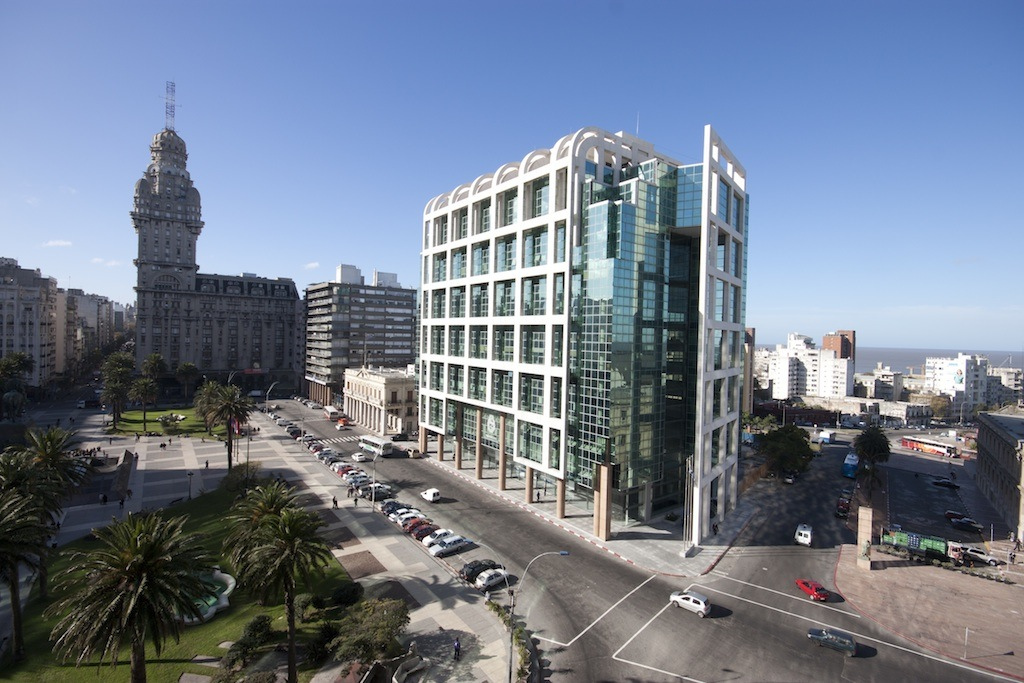
Junto al Palacio Salvo
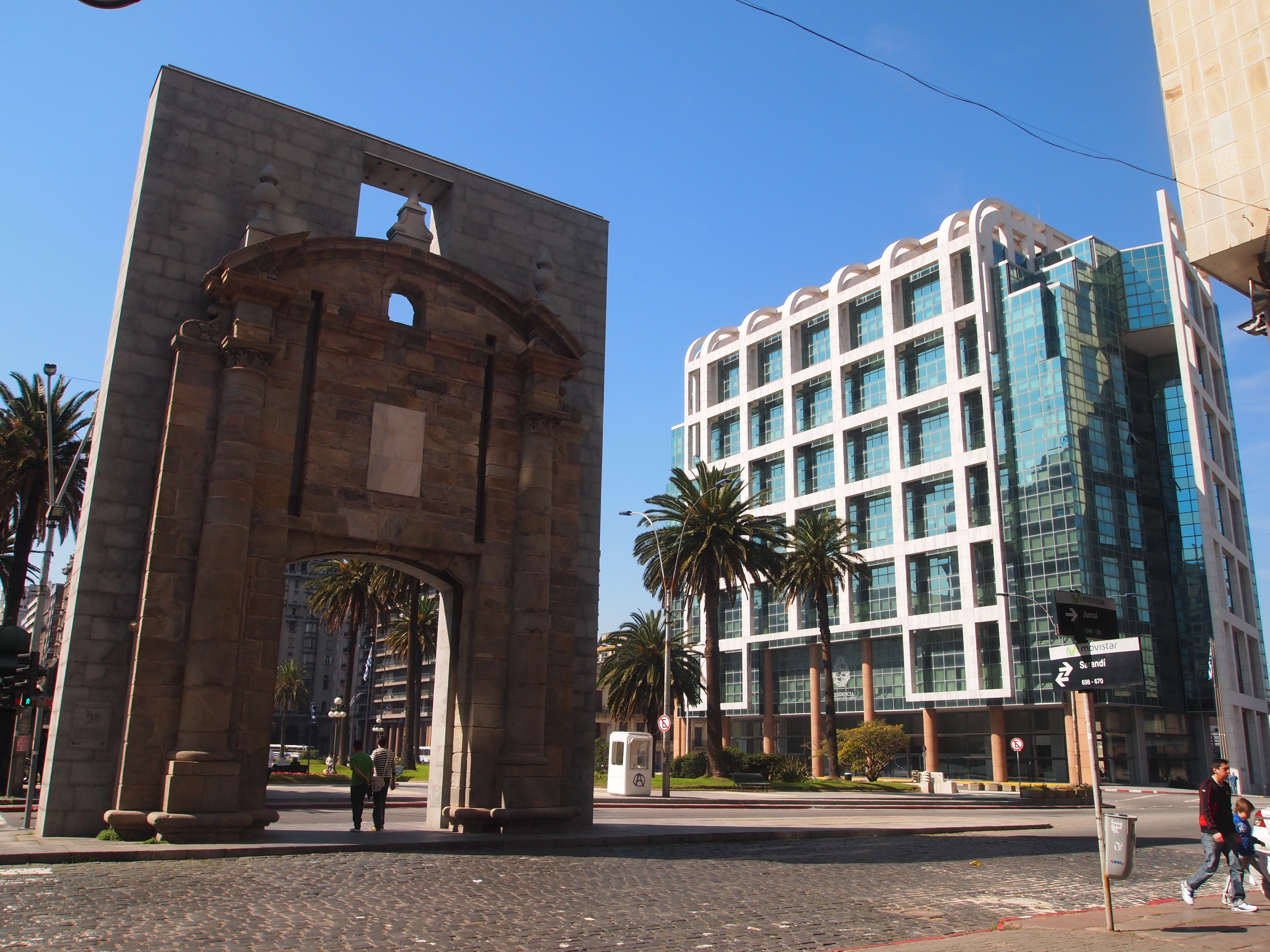
Junto a la Puerta de la Ciudadela
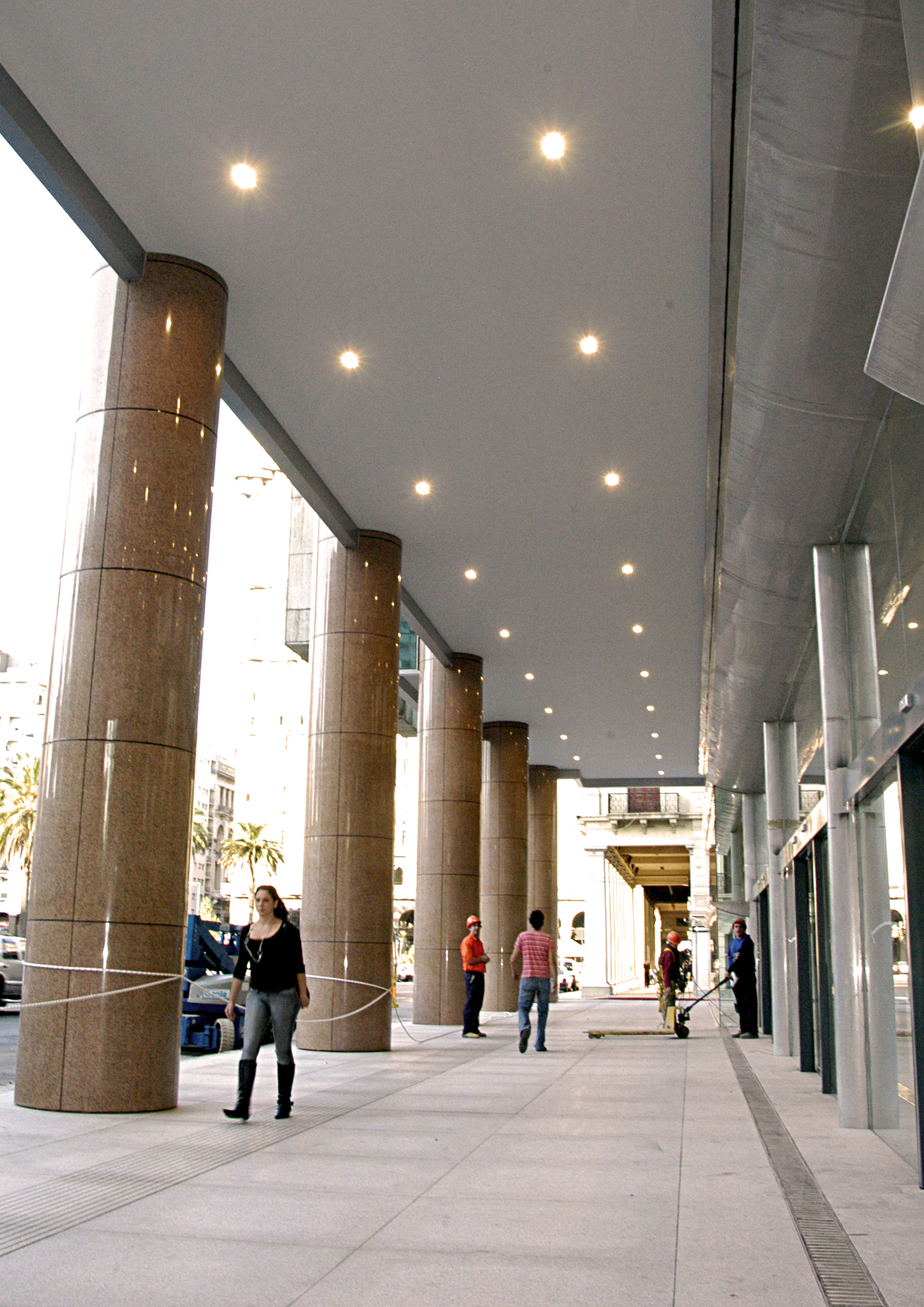
Peristilo
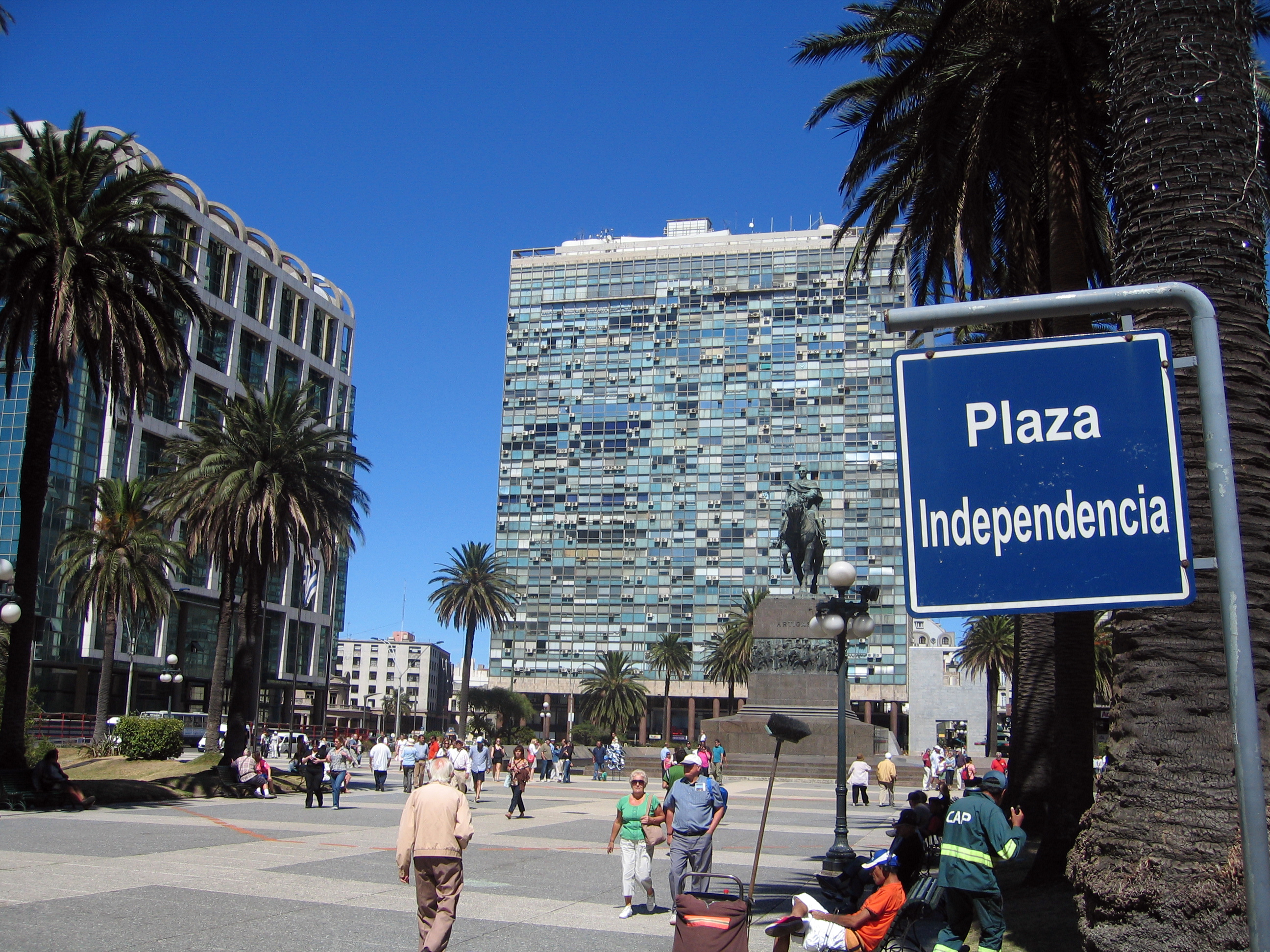
Desde la Plaza Independencia
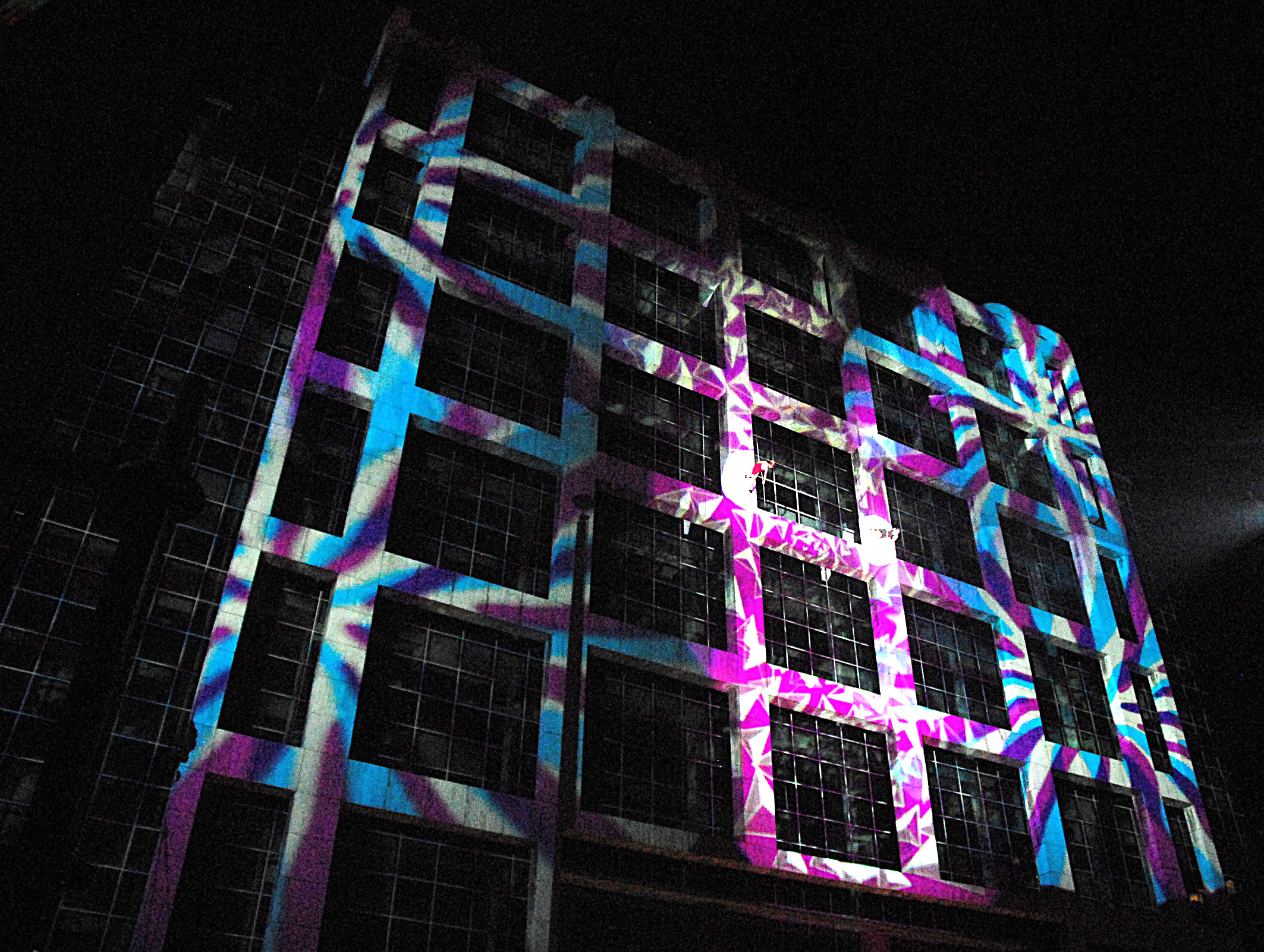
Juegos de luces
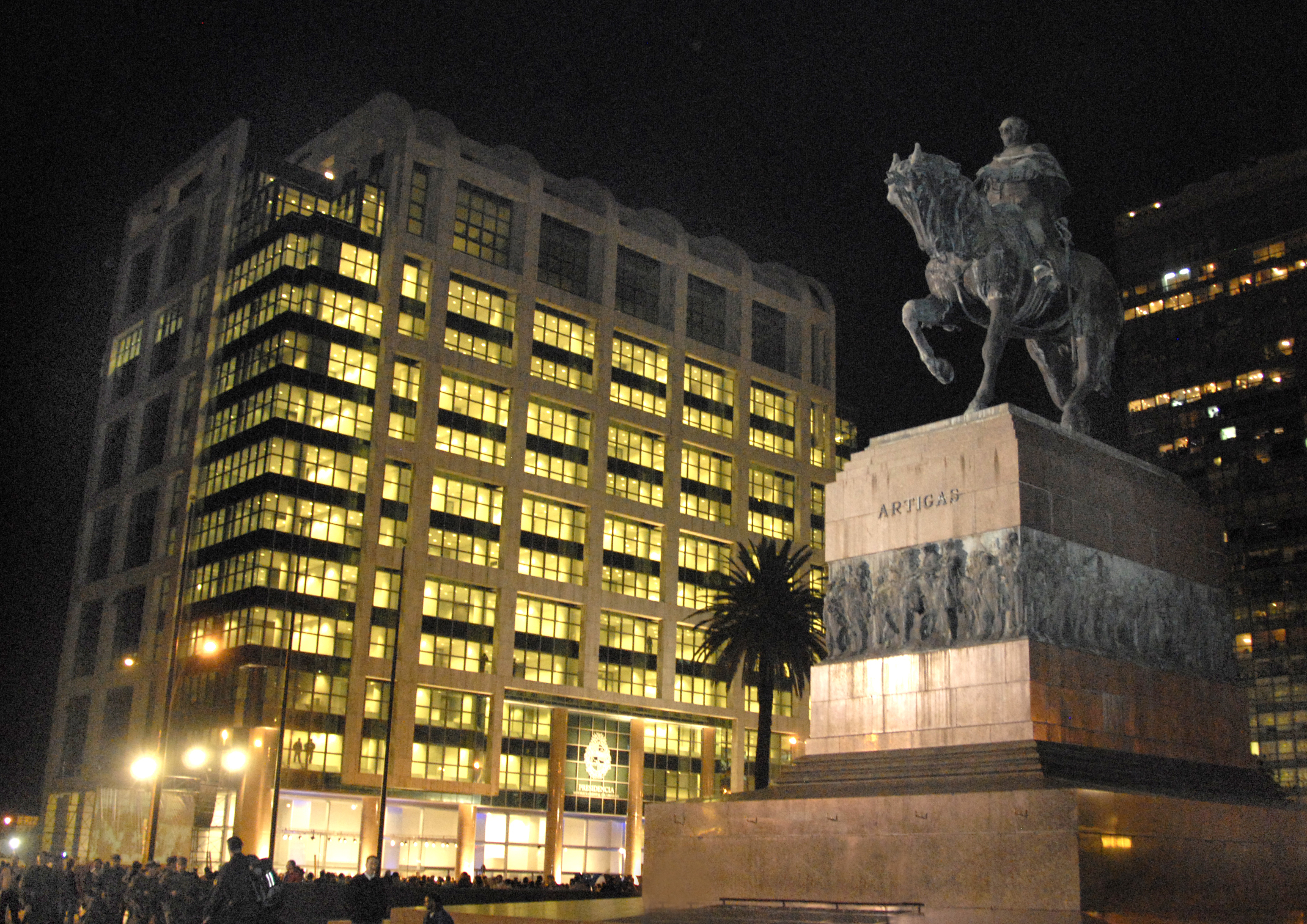
Iluminación nocturna
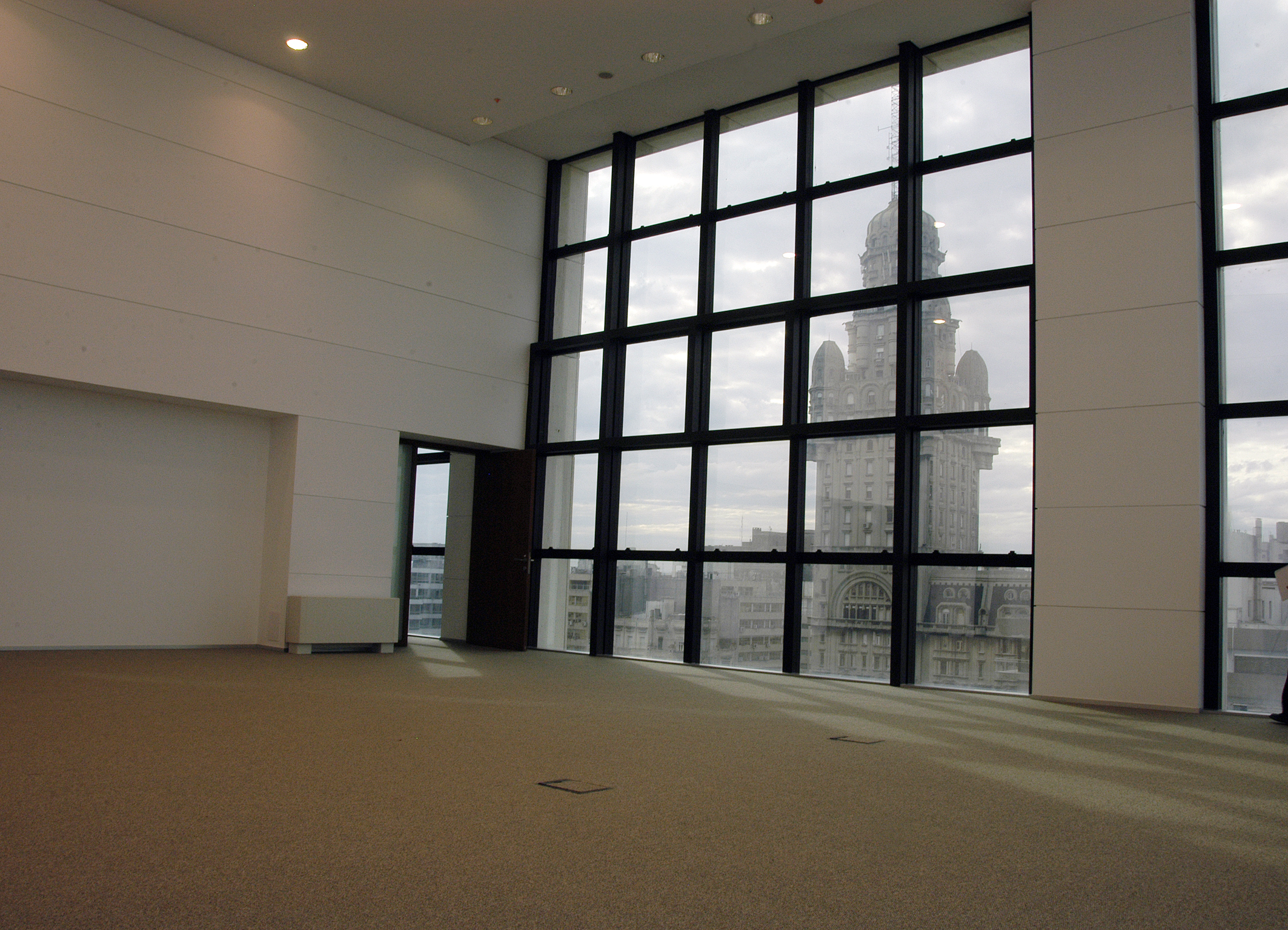
Vista del Palacio Salvo
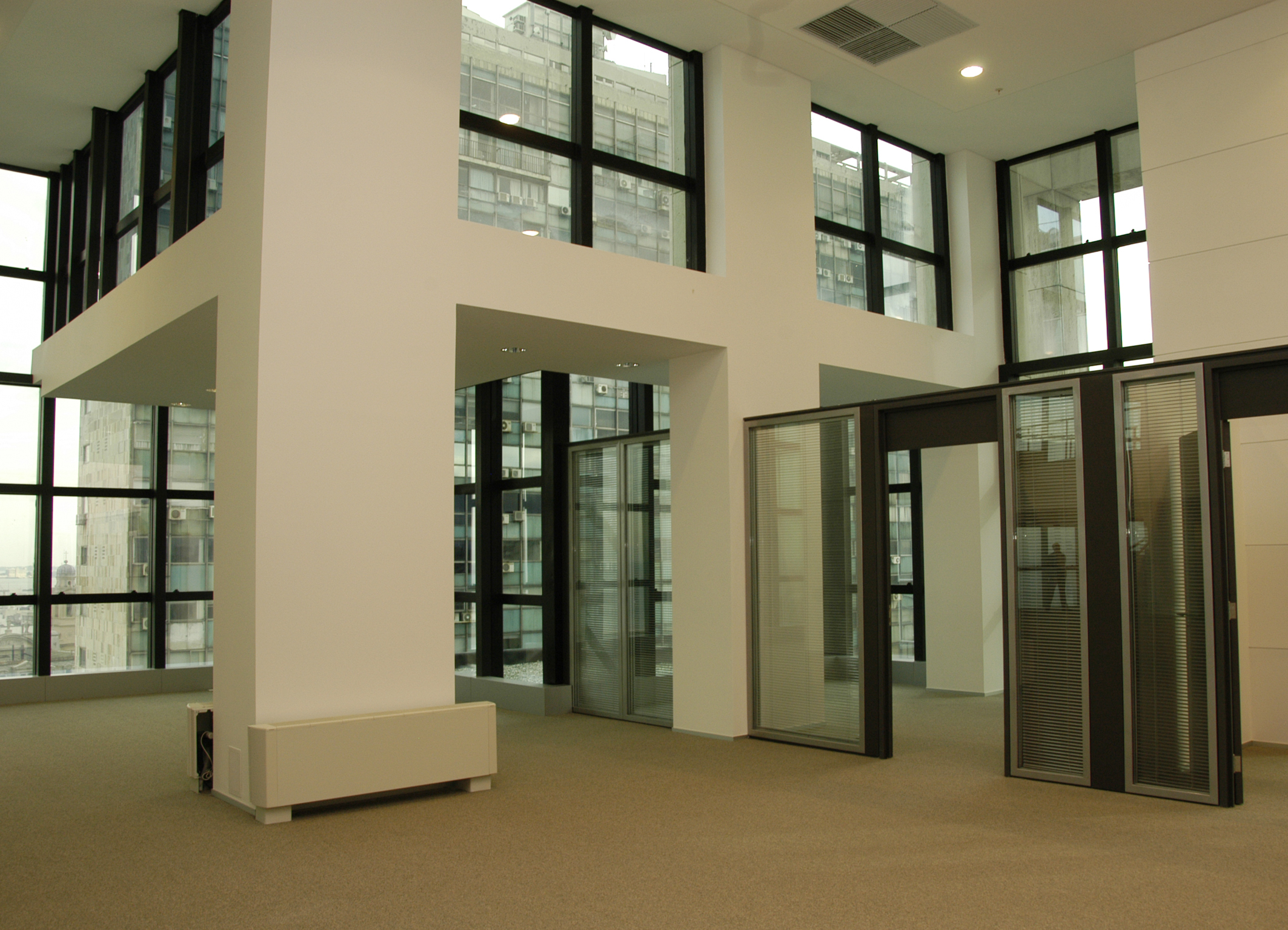
Espacios interiores
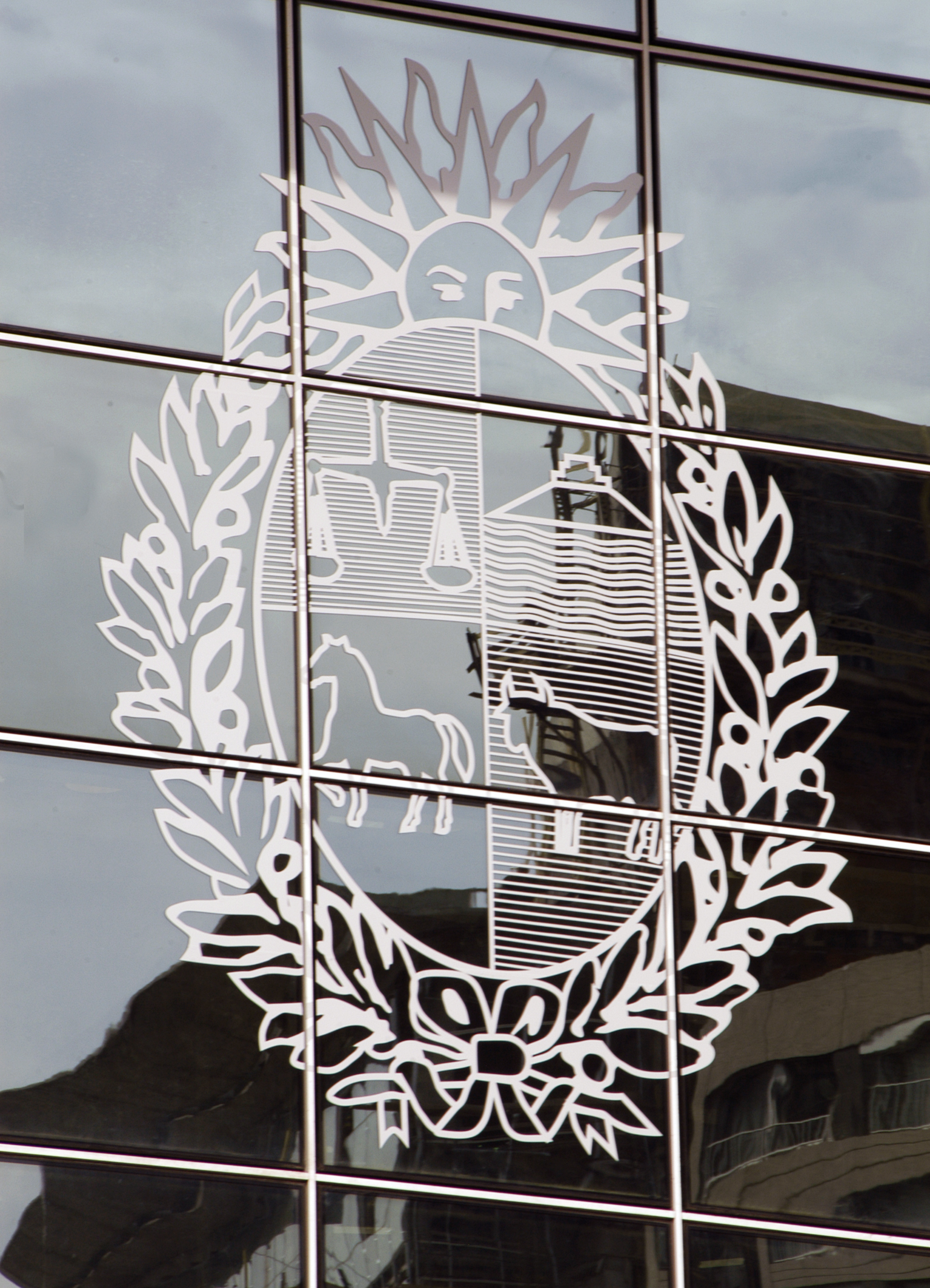
Escudo de Uruguay